# Karen Radner
Karen Radner (11 mai 1972) est une assyriologue autrichienne, professeur d'histoire ancienne à l'université de Munich .

## Jeunesse et éducation
Karen Radner a commencé ses études à l'université de Vienne en 1990, en langues anciennes du Proche-Orient et en archéologie. Elle obtient un Master of Arts (summa cum laude) en 1994 et un doctorat (summa cum laude) en 1997. Sa thèse de doctorat était intitulée Die neuassyrischen Privatrechtsurkunden als Quelle für Mensch und Umwelt («Les documents juridiques privés néo-assyriens comme source d'information sur les hommes et leur environnement»). Cette étude a été publiée en 1997 dans la série d'études des Archives d'État d'Assyrie (Vol. 6), réalisée dans le cadre d'un projet universitaire international basé à l'université d'Helsinki. 
Après son doctorat, Karen Radner passe deux ans à l'université d'Helsinki en tant que chercheur junior (1997-1999) et un an à l'université Eberhard Karl de Tübingen en tant que chercheur (1999). En 1999, elle rejoint l'université Louis-et-Maximilien de Munich en tant qu'assistante de recherche et commence ses travaux en vue de l'obtention de l'Habilitation, achevés en 2004 sous le titre Die Macht des Namens. Altorientalische Strategien zur Selbsterhaltung (Le pouvoir du nom: stratégies dans l'ancien Proche-Orient pour l'autoconservation). Ils sont publiés en 2005. De cette date à 2015, Karen Radner a travaillé à l'University College de Londres en qualité de chargée de cours, maître de conférence puis professeur en histoire ancienne du Proche-Orient. Pendant cette période, elle est également professeur invité à l'université de Vérone, à l'université d'Innsbruck, à l'UCL Qatar, à Doha et à l'université Koç, à Istanbul. 

## Professeur
En 2015, Karen Radner remporte un prix de recherche Humboldt en études classiques et anciennes. En relation avec ce prix, elle est nommée professeur en histoire ancienne du Proche-Orient et du Moyen-Orient à l'université de Munich, titulaire de la chaire Alexander von Humboldt, au sein de la Faculté d'histoire et des arts, Département d'histoire: programme d'histoire ancienne. Elle est également membre du Center for Advanced Studies de l'université de Munich.

## Conduite de projets
Karen Radner a dirigé plusieurs projets, dont : Assyrian empire builders et Knowledge and Power in the Neo-Assyrian Empire .

## Autres distinctions et récompenses
En 2016, Karen Radner a été élue à la Bayerische Akademie der Wissenschaften (Académie bavaroise des sciences et des sciences humaines ). Depuis 2015, elle est également professeur honoraire d'histoire ancienne du Proche-Orient à l'University College de Londres.

## Publications
- Die neuassyrischen Privatrechtsurkunden als Quelle für Mensch und Umwelt (= State archives of Assyria studies. Band 6). Neo-Assyrian Text Corpus Project, Helsinki 1997,  (ISBN 951-45-7783-3) (zugleich Dissertation, Vienne, 1997).
- The Prosopography of the Neo-Assyrian Empire 1/I: A. Neo-Assyrian Text Corpus Project, Helsinki 1998,  (ISBN 951-45-8163-6).
- The Prosopography of the Neo-Assyrian Empire 1/II. B–G. Neo-Assyrian Text Corpus Project, Helsinki 1999,  (ISBN 978-951-45-8645-3).
- Ein neuassyrisches Privatarchiv der Tempelgoldschmiede von Assur (= Studien zu den Assur-Texten. Band 1). Saarbrücker Druckerei und Verlag, Saarbrücken 1999,  (ISBN 3-930843-44-7) (zugleich Diplomarbeit, Vienne, 1994).
- Neuassyrische Rechtsurkunden II (= Wissenschaftliche Veröffentlichungen der Deutschen Orient-Gesellschaft. Band 98). Hinrichs, Leipzig 2000,  (ISBN 3-930843-58-7).
- Die neuassyrischen Texte aus Tall Šēḫ Ḥamad (= Berichte der Ausgrabung Tall Šēḫ Ḥamad/Dūr-Katlimmu. Band 6). Reimer, Berlin 2002,  (ISBN 3-496-02746-0).
- Das mittelassyrische Tontafelarchiv von Giricano, Dunnu-sa-Uzibi (= Subartu. Band 14). Brepols, Turnhout 2004,  (ISBN 2-503-51581-9).
- Die Macht des Namens. Altorientalische Strategien zur Selbsterhaltung (= SANTAG – Arbeiten und Untersuchungen zur Keilschriftskunde. Band 8). Harrassowitz, Wiesbaden 2005,  (ISBN 3-447-05328-3) (zugleich Habilitationsschrift, Munich, 2004).
- as editor with Eleanor Robson: The Oxford Handbook of Cuneiform Culture. Oxford University Press, Oxford 2011,  (ISBN 978-0-19-955730-1).
- as editor: State Correspondences of the Ancient World from the New Kingdom to the Roman Empire. From New Kingdom Egypt to the Roman Empire (= Oxford Studies in Early Empires). Oxford University Press, Oxford 2014,  (ISBN 978-0-19-935477-1).
- Ancient Assyria (= Very short introductions. Stimulating ways in to new subjects. Band 424). Oxford University Press, Oxford 2015,  (ISBN 978-0-19-871590-0).
- with Peter A. Miglus and Franciszek M. Stępniowski: Ausgrabungen in Assur: Wohnquartiere in der Weststadt, Teil I (= Wissenschaftliche Veröffentlichungen der Deutschen Orient-Gesellschaft. Band 152). Harrassowitz, Wiesbaden 2016,  (ISBN 978-3-447-10742-6).
- as editor with Florian Janoscha Kreppner and Andrea Squitieri: Exploring the Neo-Assyrian Frontier with Western Iran: The 2015 Season at Gird-i Bazar and Qalat-i Dinka (= Peshdar Plain Project Publications. Band 1). PeWe-Verlag, Gladbeck 2016,  (ISBN 3-935012-20-9) (online).
- as editor with Florian Janoscha Kreppner and Andrea Squitieri: Unearthing the Dinka Settlement Complex: The 2016 Season at Gird-i Bazar and Qalat-i Dinka (= Peshdar Plain Project Publications. Band 2). PeWe-Verlag, Gladbeck 2017,  (ISBN 978-3-935012-28-7) (online).
- Mesopotamien. Die frühen Hochkulturen an Euphrat und Tigris. Beck, Munich, 2017,  (ISBN 3-406-71406-4).